# Color Code-Aquality Protect/Saison 2015

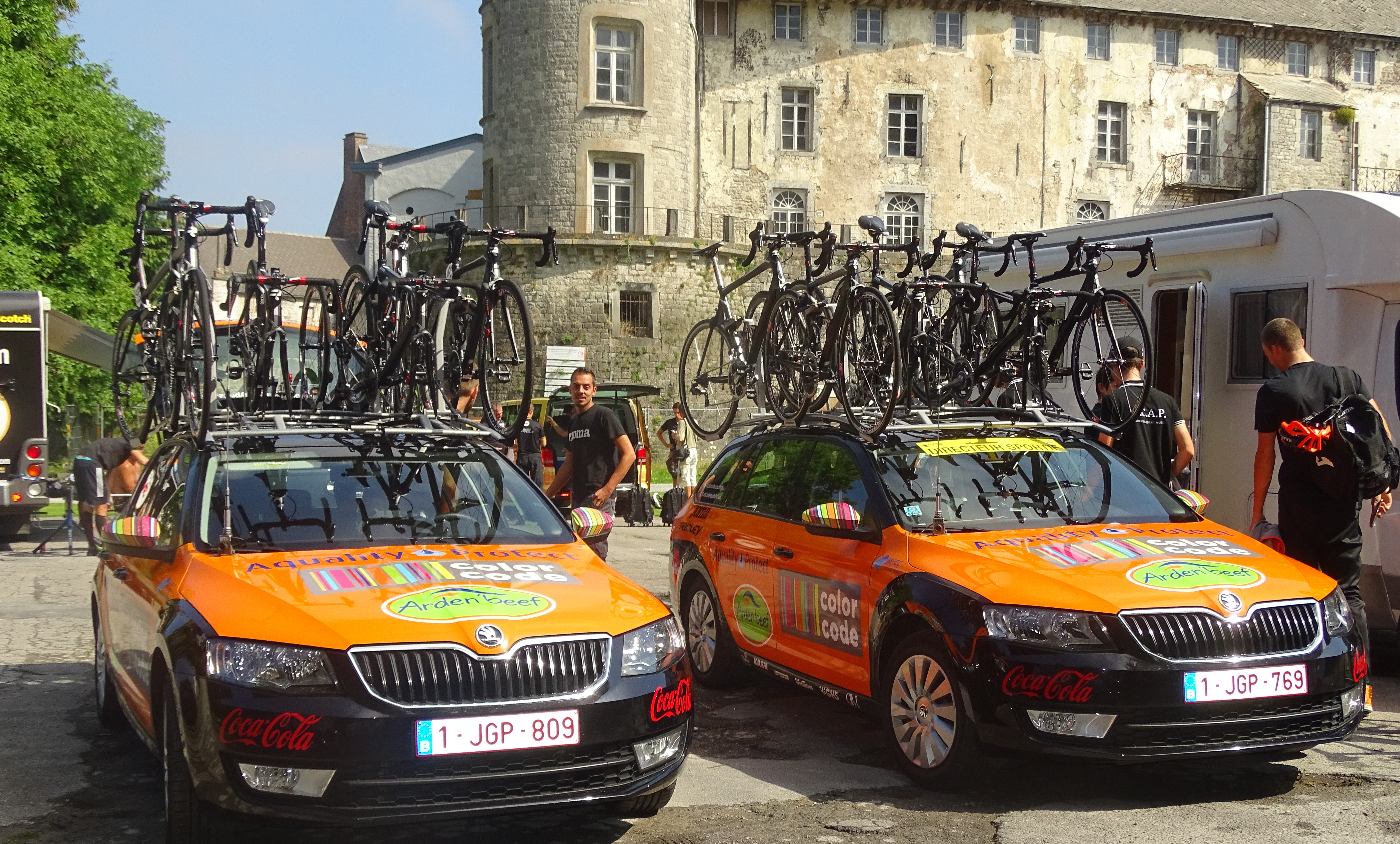
Betreuerfahrzeuge des Teams Color Code-Aquality Protect in Florennes, Belgien am 7. August 2015

Dieser Artikel listet Erfolge und Fahrer des Radsportteams Color Code-Aquality Protect in der Saison 2015 auf.

## Erfolge in der UCI Europe Tour
Bei den Rennen der UCI Europe Tour im Jahr 2015 gelangen dem Team nachstehende Erfolge.
| Datum  | Rennen                             | Kat. | Fahrer     |
| ------ | ---------------------------------- | ---- | ---------- |
| 3. Mai | 5. Etappe Carpathian Couriers Race | 2.2U | Rémy Mertz |

## Abgänge – Zugänge
| Zugänge             | Team 2014 | Abgänge          | Team 2015                         |
| ------------------- | --------- | ---------------- | --------------------------------- |
| Charlie Arimont     | Neoprofi  | Thomas Deruette  | Differdange-Losch                 |
| Jimmy Duquennoy     | Neoprofi  | Antoine Leleu    | Veranclassic-Ekoï                 |
| Loïc Hennaux        | Neoprofi  | Jérôme Kerf      | Vérandas Willems                  |
| Antoine Loy         | Neoprofi  | Gaëtan Pons      | Wallonie-Bruxelles                |
| Martin Palm         | Neoprofi  | Antoine Warnier  | Wallonie-Bruxelles                |
| Franklin Six        | Neoprofi  | Robin Bleus      | Vérandas Willems-Dakwerken Crabbé |
| Lionel Taminiaux    | Neoprofi  | Arnaud Géromboux | Karriereende                      |
| Anthony Vandrepotte | Neoprofi  | Romain Hubert    | Unbekannt                         |
|                     |           | Thomas Wertz     | Wallonie-Bruxelles                |
|                     |           | Ludwig De Winter | Wallonie-Bruxelles                |

## Mannschaft
| Name                | Geburtstag         | Nationalität |              |
| ------------------- | ------------------ | ------------ | ------------ |
| Charlie Arimont     | 3. Juni 1996       | Belgien      |              |
| Hugo De Winter      | 30. Dezember 1996  | Belgien      |              |
| Florent Delfosse    | 28. August 1993    | Belgien      |              |
| Jimmy Duquennoy     | 9. Juni 1995       | Belgien      |              |
| Tom Galle           | 13. September 1995 | Belgien      |              |
| Loïc Hennaux        | 12. Februar 1996   | Belgien      |              |
| Julien Kaise        | 12. Januar 1995    | Belgien      |              |
| Antoine Loy         | 22. September 1996 | Belgien      |              |
| Martin Palm         | 14. Juni 1996      | Belgien      |              |
| Rémy Mertz          | 17. Juli 1995      | Belgien      |              |
| Maximilien Picoux   | 12. November 1995  | Belgien      |              |
| Ludovic Robeet      | 22. Mai 1994       | Belgien      |              |
| Franklin Six        | 29. September 1996 | Belgien      |              |
| Lionel Taminiaux    | 21. Mai 1996       | Belgien      |              |
| Anthony Vandrepotte | 26. Juni 1996      | Belgien      |              |
| Stagiaires          | Stagiaires         | Nationalität | Nationalität |
| Thomas Petit        | Thomas Petit       | Belgien      |              |